# Berliner Halbmarathon

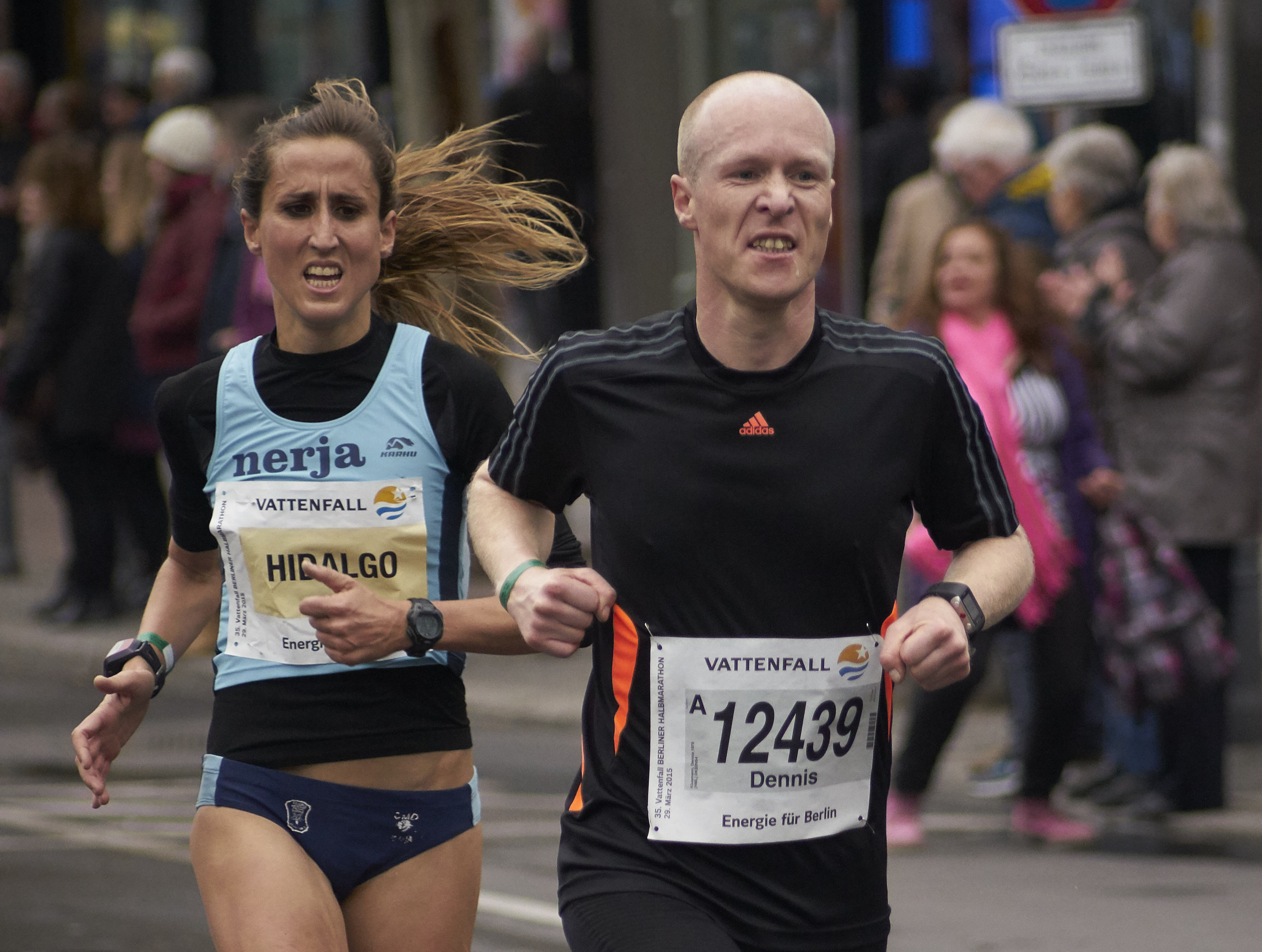
Berliner Halbmarathon 2015: Esther Hidalgo (Platz 5), Dennis Klusmann (Platz 93)

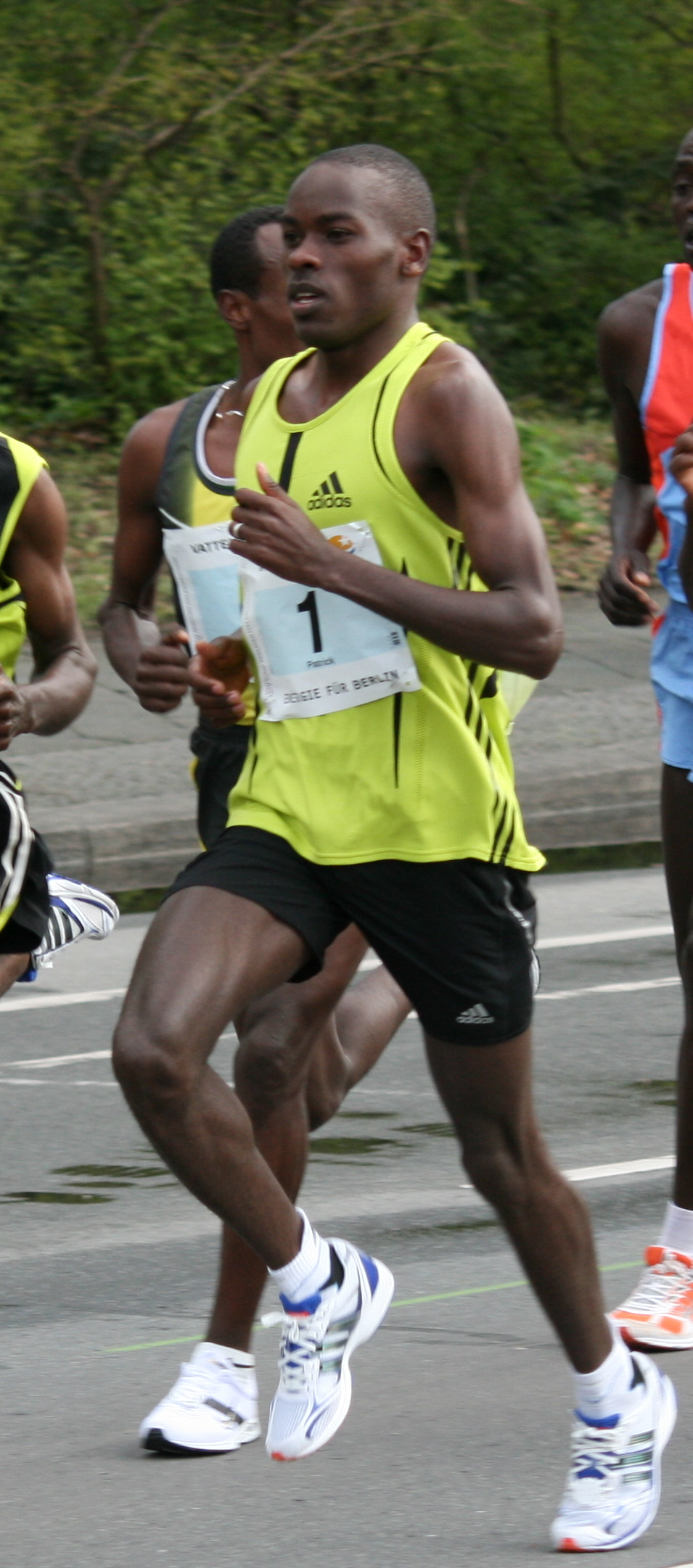
Patrick Makau Musyoki beim Berliner Halbmarathon 2008

Der Berliner Halbmarathon (seit 2019 GENERALI BERLINER HALBMARATHON) ist ein deutscher Straßen- und Volkslauf, der jährlich, in der Regel Ende März bzw. Anfang April, in Berlin stattfindet. Er ging 1990 aus dem seit 1984 bestehenden SCC-Halbmarathon in West-Berlin und dem seit 1981 bestehenden Ost-Berliner Friedenslauf (der in seinem ersten Jahr als Lichtenberg-Marathon firmierte) hervor. Der Halbmarathon wird, wie der Berlin-Marathon, vom Sportverein SC Charlottenburg veranstaltet und von der SCC EVENTS GmbH organisiert.
Der heutige Berliner Halbmarathon umfasst ein Rennen für Inlineskater, Rollstuhlfahrer, Handbiker und Läufer. In allen Wettbewerben sind 21,0975 km zu absolvieren.
Im Oktober 2023 gab SCC EVENTS bekannt, dass der Berliner Halbmarathon ab 2024 Bestandteil der SuperHalfs Serie sein wird.

## Strecke

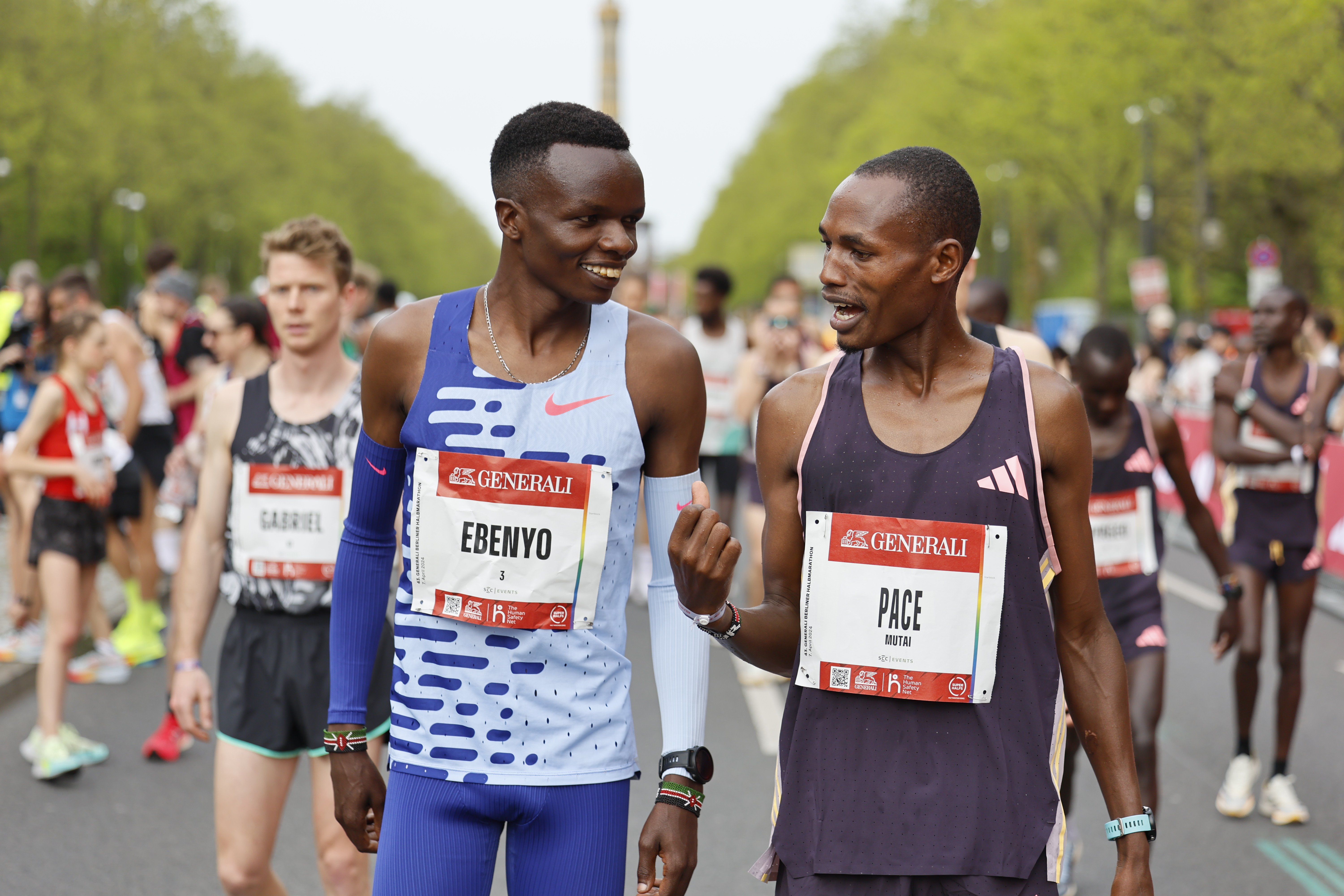
Daniel Ebenyo (l.) Sieger Halbmarathon Berlin 2024

Nach der Wiedervereinigung verlief die Strecke des Halbmarathons stets durch den Ost- und Westteil der Stadt. Zwar gab es über die Jahre kleinere Veränderungen im Streckenverlauf, unverändert blieb aber, dass Start- und Zielbereich am Alexanderplatz liegen.
Von 2011 bis 2018 führte die Halbmarathonstrecke beginnend und endend auf der Karl-Marx-Allee über Unter den Linden und durch das Brandenburger Tor nach Westen. Vorbei an der Siegessäule geht es für die Sportler bis zum Schloss Charlottenburg, wo sie nach Süden abbiegen. Über den Kurfürstendamm geht es zurück ins Stadtzentrum. Die weitere Strecke verläuft über den Potsdamer Platz, vorbei am Checkpoint Charlie und über die Leipziger Straße zum Start-/Zielbereich zurück.

### Neue Strecke seit 2019
Seit 2019 befindet sich der Start (und auch der Zielbereich) auf der Straße des 17. Juni. Von dort verläuft die Strecke über den Ernst-Reuter-Platz zum Schloss Charlottenburg. Anschließend verläuft die Strecke über den Kurfürstendamm, am Potsdamer Platz vorbei und über die Breite Straße zum Gendarmenmarkt. Das Ziel wird kurz nach dem Durchlaufen des Brandenburger Tors auf der Straße des 17. Juni erreicht.

## Statistik

### Streckenrekorde
- Männer: 58:42 min, Eric Kiptanui (KEN), 2018
- Frauen: 1:03:35 h, Fotyen Tesfay (ETH), 2025

### Siegerlisten
Quellen für Ergebnisse vor 2002: Programmheft 2005, ARRS

#### Halbmarathon
| Datum         | Männer                                     | Nation                                     | Zeit (h)                                   | Frauen                                     | Nation                 | Zeit (h) |
| ------------- | ------------------------------------------ | ------------------------------------------ | ------------------------------------------ | ------------------------------------------ | ---------------------- | -------- |
| 6. Apr. 2025  | Gemechu Dida                               | Äthiopien                                  | 0 58:43                                    | Fotyen Tesfay                              | Äthiopien              | 1:03:35  |
| 7. Apr. 2024  | Daniel Simiu Ebenyo                        | Kenia                                      | 0 59:30                                    | Tekle Muluat                               | Äthiopien              | 1:06:53  |
| 2. Apr. 2023  | Sabastian Sawe                             | Kenia                                      | 0 59:00                                    | Eilish McColgan                            | Vereinigtes Königreich | 1:05:43  |
| 3. Apr. 2022  | Alex Kibet                                 | Kenia                                      | 0 58:55                                    | Sheila Chepkirui                           | Kenia                  | 1:05:02  |
| 22. Aug. 2021 | Felix Kipkoech                             | Kenia                                      | 0 58:57                                    | Joyciline Jepkosgei                        | Kenia                  | 1:05:16  |
| 5. Apr. 2020  | n/a, da wg. der COVID-19-Pandemie abgesagt | n/a, da wg. der COVID-19-Pandemie abgesagt | n/a, da wg. der COVID-19-Pandemie abgesagt | n/a, da wg. der COVID-19-Pandemie abgesagt |                        |          |
| 7. Apr. 2019  | William Wanjiku                            | Kenia                                      | 1:01:00                                    | Sifan Hassan                               | Niederlande            | 1:05:45  |
| 8. Apr. 2018  | Eric Kiptanui                              | Kenia                                      | 0 58:42                                    | Melat Yisak Kejeta                         | Äthiopien              | 1:09:04  |
| 2. Apr. 2017  | Gilbert Masai                              | Kenia                                      | 0 59:57                                    | Joan Chelimo Melly                         | Kenia                  | 1:08:45  |
| 3. Apr. 2016  | Richard Kiprop                             | Kenia                                      | 0 59:58                                    | Elizeba Cherono                            | Niederlande            | 1:10:43  |
| 29. März 2015 | Birhanu Legese                             | Äthiopien                                  | 0 59:45                                    | Cynthia Kosgei                             | Kenia                  | 1:10:52  |
| 30. März 2014 | Leonard Patrick Komon                      | Kenia                                      | 0 59:14                                    | Tadelech Bekele                            | Äthiopien              | 1:10:05  |
| 7. Apr. 2013  | Jacob Kendagor                             | Kenia                                      | 0 59:36                                    | Helah Kiprop                               | Kenia                  | 1:07:45  |
| 1. Apr. 2012  | Dennis Kipruto Kimetto                     | Kenia                                      | 0 59:14                                    | Philes Moora Ongori                        | Kenia                  | 1:08:25  |
| 3. Apr. 2011  | Geoffrey Kipsang Kamworor                  | Kenia                                      | 1:00:38                                    | Valentine Jepkorir Kipketer                | Kenia                  | 1:10:12  |
| 28. März 2010 | Eshetu Wendimu                             | Äthiopien                                  | 1:00:16                                    | Paskalia Chepkorir Kipkoech                | Kenia                  | 1:09:43  |
| 5. Apr. 2009  | Bernard Kiprop Kipyego                     | Kenia                                      | 0 59:34                                    | Sabrina Mockenhaupt                        | Deutschland            | 1:08:45  |
| 6. Apr. 2008  | Patrick Makau Musyoki -2-                  | Kenia                                      | 1:00:00                                    | Peninah Jerop Arusei                       | Kenia                  | 1:08:22  |
| 1. Apr. 2007  | Patrick Makau Musyoki                      | Kenia                                      | 0 58:56                                    | Benita Johnson                             | Australien             | 1:08:28  |
| 2. Apr. 2006  | Paul Malakwen Kosgei                       | Kenia                                      | 0 59:07                                    | Edith Masai                                | Kenia                  | 1:07:16  |
| 3. Apr. 2005  | Paul Kimaiyo Kimugul                       | Kenia                                      | 1:01:04                                    | Luminita Zaituc                            | Deutschland            | 1:11:04  |
| 4. Apr. 2004  | Paul Kiprop Kirui -2-                      | Kenia                                      | 1:00:40                                    | Joyce Chepchumba -4-                       | Kenia                  | 1:09:49  |
| 6. Apr. 2003  | Paul Kiprop Kirui                          | Kenia                                      | 1:01:05                                    | Magdaline Jepkorir Chemjor                 | Kenia                  | 1:11:12  |
| 7. Apr. 2002  | Peter Kiplagat Chebet                      | Kenia                                      | 1:01:19                                    | Rose Cheruiyot                             | Kenia                  | 1:09:32  |
| 1. Apr. 2001  | Fabián Roncero                             | Spanien                                    | 0 59:52                                    | Joyce Chepchumba -3-                       | Kenia                  | 1:09:37  |
| 2. Apr. 2000  | Joseph Mereng                              | Kenia                                      | 1:01:52                                    | Joyce Chepchumba -2-                       | Kenia                  | 1:08:22  |
| 28. März 1999 | Benson Lokorwa                             | Kenia                                      | 1:03:25                                    | Joyce Chepchumba                           | Kenia                  | 1:10:26  |
| 5. Apr. 1998  | Andrew Eyapan                              | Kenia                                      | 1:03:59                                    | Marleen Renders -2-                        | Belgien                | 1:10:04  |
| 6. Apr. 1997  | Tendai Chimusasa -2-                       | Simbabwe                                   | 1:03:42                                    | Marleen Renders                            | Belgien                | 1:10:37  |
| 31. März 1996 | Charles Tangus                             | Kenia                                      | 1:02:50                                    | Ursula Jeitziner                           | Schweiz                | 1:11:19  |
| 2. Apr. 1995  | Philip Chirchir                            | Kenia                                      | 1:01:37                                    | Sonja Oberem                               | Deutschland            | 1:11:42  |
| 10. Apr. 1994 | Tendai Chimusasa                           | Simbabwe                                   | 1:01:45                                    | Kathrin Weßel                              | Deutschland            | 1:10:47  |
| 4. Apr. 1993  | Carsten Eich                               | Deutschland                                | 1:00:34                                    | Päivi Tikkanen                             | Finnland               | 1:12:30  |
| 5. Apr. 1992  | Stephan Freigang -2-                       | Deutschland                                | 1:01:14                                    | Mária Starovská                            | Tschechien             | 1:12:08  |
| 1. Sep. 1991  | Rustam Schagijew                           | Russland                                   | 1:06:14                                    | Madina Biktagirowa                         | Russland               | 1:11:34  |
| 1990          | Stephan Freigang                           | Deutschland                                | 1:02:25                                    | Birgit Stephan                             | Deutschland            | 1:14:20  |
| 1989          | Andrzej Nowak                              | Polen                                      | 1:06:57                                    | Silvia Wilhelm -2-                         | BR Deutschland         | 1:21:29  |
| 4. Sep. 1988  | Ingo Sensburg -4-                          | BR Deutschland                             | 1:10:45                                    | Kerstin Preßler -2-                        | BR Deutschland         | 1:13:05  |
| 6. Sep. 1987  | Ingo Sensburg -3-                          | BR Deutschland                             | 1:09:43                                    | Silvia Wilhelm                             | BR Deutschland         | 1:17:19  |
| 1986          | Ingo Sensburg -2-                          | BR Deutschland                             | 1:06:33                                    | Andrea Knapp                               | BR Deutschland         | 1:19:49  |
| 1985          | Ingo Sensburg                              | BR Deutschland                             | 1:07:39                                    | Kerstin Preßler                            | BR Deutschland         | 1:15:44  |
| 2. Sep. 1984  | Bernie Dowson                              | Vereinigtes Königreich                     | 1:06:51                                    | Angelika Brandt                            | BR Deutschland         | 1:22:45  |

#### Friedenslauf 20 km
| Jahr | Männer               | Nation                          | Zeit    | Frauen                | Nation                          | Zeit    |
| ---- | -------------------- | ------------------------------- | ------- | --------------------- | ------------------------------- | ------- |
| 1989 | Milan Krajč          | Tschechoslowakei                | 1:03:10 | Galina Ikonnikowa -3- | Sowjetunion                     | 1:09:12 |
| 1988 | Roland Günther -2-   | Deutsche Demokratische Republik | 1:00:23 | Annette Fincke        | Deutsche Demokratische Republik | 1:10:03 |
| 1987 | Jörg Peter           | Deutsche Demokratische Republik | 1:00:10 | Rosemarie Kössler     | Deutsche Demokratische Republik | 1:16:01 |
| 1986 | Jan Marchewka        | Polen                           | 1:02:57 | Jeannette Hain        | Deutsche Demokratische Republik | 1:11:09 |
| 1985 | Michael Heilmann -2- | Deutsche Demokratische Republik | 1:00:54 | Galina Ikonnikowa -2- | Sowjetunion                     | 1:10:56 |
| 1984 | Roland Günther       | Deutsche Demokratische Republik | 1:00:51 | Galina Ikonnikowa     | Sowjetunion                     | 1:08:36 |
| 1983 | Michael Heilmann     | Deutsche Demokratische Republik | 1:03:03 | Julia Riethmüller -2- | Deutsche Demokratische Republik | 1:17:11 |
| 1982 | Hartmut Tronnier     | Deutsche Demokratische Republik | 1:03:13 | Julia Riethmüller     | Deutsche Demokratische Republik | 1:15:46 |

#### Friedenslauf-Marathon
| Jahr | Männer                               | Nation                          | Zeit    | Frauen            | Nation                          | Zeit    |
| ---- | ------------------------------------ | ------------------------------- | ------- | ----------------- | ------------------------------- | ------- |
| 1989 | Clark Nauschütz                      | Deutsche Demokratische Republik | 2:23:30 | Heike Krauß       | Deutsche Demokratische Republik | 2:58:04 |
| 1988 | Heiko Klimmer                        | Deutsche Demokratische Republik | 2:18:46 | Marija Lanzowa    | Sowjetunion                     | 2:46:39 |
| 1987 | Petre Brinaru                        | Rumänien                        | 2:26:57 | Galina Goranowa   | Bulgarien                       | 2:58:44 |
| 1986 | Wolfgang Köhler                      | Deutsche Demokratische Republik | 2:30:16 | Rosita Sonewa     | Bulgarien                       | 2:58:44 |
| 1985 | Klaus Goldammer -3-                  | Deutsche Demokratische Republik | 2:24:52 | Zsuzsanna Horányi | Ungarn                          | 3:12:04 |
| 1984 | Stanisław Zdunek                     | Polen                           | 2:20:38 | Tatjana Orlowa    | Sowjetunion                     | 2:46:02 |
| 1983 | Wesselin Wassilew                    | Bulgarien                       | 2:26:01 | Gudrun Strobach   | Deutsche Demokratische Republik | 3:12:23 |
| 1982 | Klaus Goldammer -2- & Roland Winkler | Deutsche Demokratische Republik | 2:23:57 | Ute Goldammer -2- | Deutsche Demokratische Republik | 3:00:33 |
| 1981 | Klaus Goldammer                      | Deutsche Demokratische Republik | 2:29:22 | Ute Goldammer     | Deutsche Demokratische Republik | 3:11:07 |

### Finisherzahlen
| Jahr | Finisher |
| ---- | -------- |
| 2024 | 30.853   |
| 2023 | 26.104   |
| 2022 | 22.239   |
| 2021 | 13.290   |
| 2020 | abgesagt |
| 2019 | 28.471   |
| 2018 | 25.001   |
| 2017 | 25.595   |
| 2016 | 23.957   |
| 2015 | 23.536   |
| 2014 | 22.224   |
| 2013 | 22.254   |
| 2012 | 23.086   |
| 2011 | 20.250   |
| 2010 | 19.678   |
| 2009 | 17.913   |
| 2008 | 17.604   |
| 2007 | 15.873   |
| 2006 | 13.393   |
| 2005 | 12.298   |
| 2004 | 11.039   |
| 2003 | 10.998   |
| 2002 | 9.489    |
| 2001 | 7.217    |
| 2000 | 4.939    |
| 1999 | 3.038    |
| 1998 | 2.398    |
| 1997 | 2.407    |
| 1996 | 2.196    |
| 1995 | 2.236    |
| 1994 | 2.642    |
| 1993 | 2.967    |
| 1992 | 2.378    |

## Inlineskating-Halbmarathon

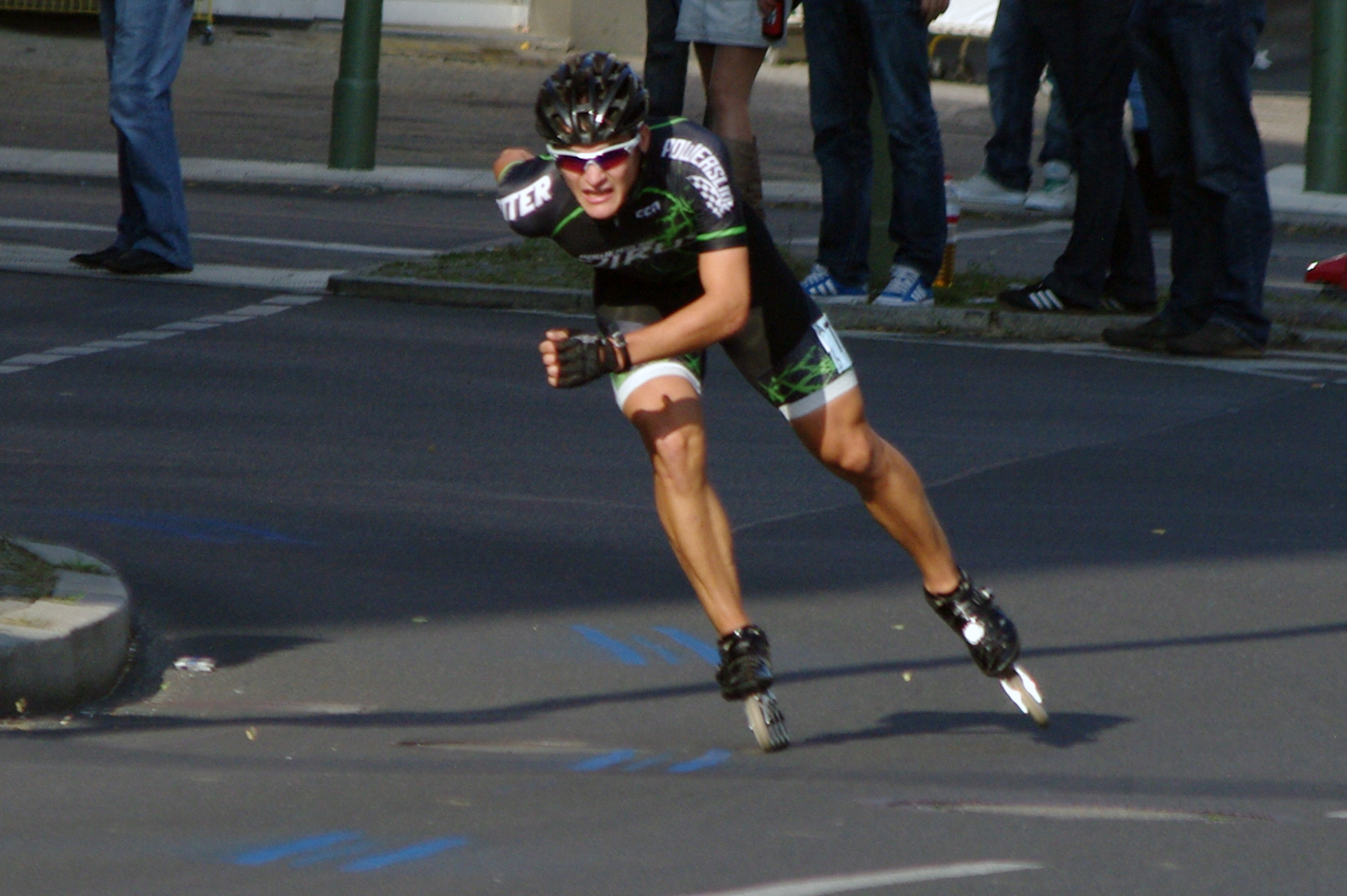
Der Franzose Ewen Fernandez erzielte 2017 mit 30:11 Minuten den aktuellen Streckenrekord.

1997 wurde der Inlineskating-Wettbewerb erstmals ausgetragen. Damals fand das Rennen noch auf einer Pendelstrecke (Karl-Marx-Allee, Grunerstraße, Alexanderstraße) statt, die zehn Mal gefahren werden musste. Seit 1999 starten die Inlineskater kurz vor dem Rennen der Läufer und absolvieren die identische Strecke. Der Halbmarathon ist für die meisten Inline-Speedskater in Deutschland der erste große Wettkampf im Jahr, sodass Berlin zum Schauplatz für die neu gebildeten Teams und deren Fahrer wird. Zudem ist der Berliner Halbmarathon seit 2008 die erste Station des German-Inline-Cup (GIC).

### Streckenrekorde
- Männer: 29:38 min, Bart Swings (BEL), 2021
- Frauen: 36:12 min, Katharina Rumpus (GER), 2021

### Siegerliste
| Jahr | Männer                                     | Nation                                     | Zeit                                       | Frauen                                     | Nation      | Zeit  | Finisher |
| ---- | ------------------------------------------ | ------------------------------------------ | ------------------------------------------ | ------------------------------------------ | ----------- | ----- | -------- |
| 2024 | Nolan Beddiaf -2-                          | Frankreich                                 | 30:13                                      | Laura Files                                | Deutschland | 38:57 | 988      |
| 2023 | Felix Rijhnen -4-                          | Deutschland                                | 30:53                                      | Josie Hofmann -2-                          | Deutschland | 36:58 | 836      |
| 2022 | Felix Rijhnen -3-                          | Deutschland                                | 33:49                                      | Josie Hofmann                              | Deutschland | 37:53 | 786      |
| 2021 | Bart Swings -2-                            | Belgien                                    | 29:38                                      | Sandrine Tas -2-                           | Belgien     | 36:12 | 544      |
| 2020 | n/a, da wg. der COVID-19-Pandemie abgesagt | n/a, da wg. der COVID-19-Pandemie abgesagt | n/a, da wg. der COVID-19-Pandemie abgesagt | n/a, da wg. der COVID-19-Pandemie abgesagt |             |       |          |
| 2019 | Nolan Beddiaf                              | Frankreich                                 | 30:41                                      | Chloé Geoffroy                             | Frankreich  | 36:59 | 1298     |
| 2018 | Sebastian Mirsch                           | Deutschland                                | 32:33                                      | Katharina Rumpus -4-                       | Deutschland | 38:51 | 1232     |
| 2017 | Ewen Fernandez                             | Frankreich                                 | 30:11                                      | Katharina Rumpus -3-                       | Deutschland | 37:25 | 1284     |
| 2016 | Gary Hekman                                | Niederlande                                | 30:35                                      | Sandrine Tas                               | Belgien     | 36:49 | 1518     |
| 2015 | Felix Rijhnen -2-                          | Deutschland                                | 36:39                                      | Sabine Berg                                | Deutschland | 41:33 | 1156     |
| 2014 | Felix Rijhnen                              | Deutschland                                | 31:34                                      | Katharina Rumpus -2-                       | Deutschland | 36:46 | 1320     |
| 2013 | Julien Levrard                             | Frankreich                                 | 32:07                                      | Katharina Rumpus                           | Deutschland | 38:47 | 1487     |
| 2012 | Bart Swings                                | Belgien                                    | 30:41                                      | Cecilia Baena -3-                          | Kolumbien   | 39:29 | 1530     |
| 2011 | Yann Guyader                               | Frankreich                                 | 30:44                                      | Mareike Thum                               | Deutschland | 37:25 | 1441     |
| 2010 | Severin Widmer                             | Schweiz                                    | 35:10                                      | Cecilia Baena -2-                          | Kolumbien   | 43:31 | 1364     |
| 2009 | Alexis Contin                              | Frankreich                                 | 31:48                                      | Cecilia Baena                              | Kolumbien   | 38:28 | 1554     |
| 2008 | Scott Arlidge                              | Neuseeland                                 | 34:11                                      | Hilde Goovaerts                            | Belgien     | 38:16 | 1522     |
| 2007 | Niclas Kleyling                            | Deutschland                                | 32:08                                      | Jana Gegner -3-                            | Deutschland | 40:02 | 1481     |
| 2006 | Victor Wilking                             | Deutschland                                | 33:04                                      | Jana Gegner -2-                            | Deutschland | 39:58 | 1324     |
| 2005 | Sutton Atkins                              | Vereinigtes Königreich                     | 34:04                                      | Jana Gegner                                | Deutschland | 36:22 | 1329     |
| 2004 | Jörg Wecke                                 | Deutschland                                | 35:37                                      | Britta Vantournhout                        | Belgien     | 40:21 | 1267     |
| 2003 | Kalon Dobbin -3-                           | Neuseeland                                 | 37:21                                      | Silvia Niño -2-                            | Kolumbien   | 44:41 | 1606     |
| 2002 | Kalon Dobbin -2-                           | Neuseeland                                 | 35:37                                      | Silvia Niño                                | Kolumbien   | 35:47 | 1660     |
| 2001 | Steven Madsen -2-                          | Dänemark                                   | 34:36                                      | Stephanie Pipke                            | Deutschland | 38:35 | 1257     |
| 2000 | Steven Madsen                              | Dänemark                                   | 36:28                                      | Severin Stölzer                            | Deutschland | 37:04 | 938      |
| 1999 | Kalon Dobbin                               | Neuseeland                                 | 37:55                                      | Daniela Dietzold                           | Deutschland | 46:40 | 211      |
| 1997 | Sebastian Baumgartner                      | Deutschland                                | 44:55                                      | Tina Pechardscheck                         | Deutschland | 51:14 | 50       |